# Marthinus Theunis Steyn (Richter)
Marthinus Theunis „Theunie“ Steyn (* 5. November 1920 in Onze Rust bei Bloemfontein, Südafrikanische Union; † 14. April 1998 in Onze Rust bei Bloemfontein, Republik Südafrika) war ein südafrikanischer Richter und Generaladministrator von Südwestafrika (Namibia).

## Leben
Steyn wurde am 5. November 1920 auf einer Farm bei Bloemfontein in der Provinz Oranje-Freistaat geboren. Er besuchte das Grey College in Bloemfontein. Von 1938 bis 1943 studierte er an der Universität Kapstadt. Anschließend leistete er seinen Wehrdienst in einer Infanterie-Einheit der südafrikanischen Streitkräfte. Von 1944 bis 1946 war Steyn als Offizier der 6. Panzerdivision in Italien. Am 5. Februar 1948 wurde Steyn als Anwalt am Obergericht von Südafrika zugelassen und begann bei der Free State Bar zu praktizieren. Im Mai 1965 wurde er zum Senior Counsel ernannt und war ab 1968 mehrmals als Richter der Abteilung tätig. Am 1. Juni 1974 wurde er endgültig zum Richter der Free State Provincial Division ernannt.

### Generaladministrator von SWA
Vom 1. September 1977 bis zum 7. August 1979 war Steyn der erste Generaladministrator – frühere Amtsbezeichnung: Administrator – von Südwestafrika (SWA). Das ehemalige Mandats- bzw. Treuhandgebiet wurde damals durch Südafrika verwaltet. In seine Amtszeit fiel die Resolution 435 des UN-Sicherheitsrats, der zum Rückzug der südafrikanischen Verwaltung aufrief. Die Macht sollte dem Volk Namibias mit Hilfe der UN übertragen werden. Steyn war jedoch nur dann zu Wahlen unter UN-Aufsicht bereit, wenn diese die SWAPO nicht länger als alleinige Repräsentantin Namibias anerkenne. Weitere Streitpunkte waren die Präsenz südafrikanischer Truppen in Südwestafrika, der Status der Walvis Bay und der Zeitpunkt der geplanten Unabhängigkeit.
Im September 1978 waren die Verhandlungen zwischen Südafrika und den westlichen Mitgliedern des UN-Sicherheitsrates über freie allgemeine Wahlen vorerst gescheitert. Die Wahl zur verfassungsgebenden Versammlung fand daher im Dezember 1978 unter dem einseitigen Einfluss Südafrikas statt. Es war die erste multi-ethnische und die letzte Parlamentswahl vor 1989. Die SWAPO war von dieser Wahl allerdings ausgeschlossen. 
Dennoch gilt Steyn als Mann, der die Rassenschranken in Südwestafrika zumindest herunterschraubte. Noch vor der Wahl erklärte Steyn einige Gesetze der sogenannten kleinen Apartheid für ungültig: etwa Bestimmungen zu inter-ethnischen Partnerschaften oder Passgesetze für Schwarze.

### Weitere Karriere
Ende Juni 1980 wurde Steyn Vorsitzender der nach ihm benannten Steyn-Kommission. Die Kommission diente der Analyse und Neuordnung der südafrikanischen Presse unter den politischen Vorgaben des Apartheidsregimes. Diesen Posten übte er bis Anfang 1982 aus. 1987 wurde er zum stellvertretenden Berufungsrichter und am 14. Januar 1988 zum ständigen Berufungsrichter ernannt. Er blieb bis zu seinem 75. Lebensjahr als Richter tätig.

## Familie
Steyn war der Enkel des letzten Staatspräsidenten des Oranje-Freistaats, Marthinus Theunis Steyn. Sein Vater, Colin Fraser Steyn, war Justizminister im Kabinett Smuts. 1949 heiratete er Yvonne Maartens. Aus der Ehe gingen vier Kinder hervor.